# Haukijärvi (Gällivare socken, Lappland, 748074-171166)
Haukijärvi är en sjö i Gällivare kommun i Lappland och ingår i Kalixälvens huvudavrinningsområde. Sjön har en area på 0,0638 kvadratkilometer och ligger 466,2 meter över havet.

## Delavrinningsområde
Haukijärvi ingår i det delavrinningsområde (748287-171017) som SMHI kallar för Mynnar i Tjautjasjaure. Medelhöjden är 518 meter över havet och ytan är 19,67 kvadratkilometer. Det finns inga avrinningsområden uppströms utan avrinningsområdet är högsta punkten. Vattendraget som avvattnar avrinningsområdet har biflödesordning 3, vilket innebär att vattnet flödar genom totalt 3 vattendrag innan det når havet efter 307 kilometer. Avrinningsområdet består mestadels av skog (80 procent). Avrinningsområdet har 0,25 kvadratkilometer vattenytor vilket ger det en sjöprocent på 1,3 procent.